# Aérodrome de Persan - Beaumont
L'aérodrome de Persan-Beaumont est un aérodrome situé sur les communes de Bernes-sur-Oise et Bruyères-sur-Oise près des villes de Persan et de Beaumont-sur-Oise dans le Val-d'Oise. Siège jusqu'en 1967 de la base aérienne 218  une base aérienne de l'Armée de l'air, il est aujourd'hui ouvert à la circulation aérienne publique et géré par le groupe ADP.

## Historique

### Seconde Guerre mondiale
L'aérodrome de Persan-Beaumont fut utilisé par l'Armée de l'air dès les années 1930 puisque le Groupe de Bombardement II/12, équipé de 14 Lioré et Olivier LeO 451 y fut basé en mai 1940.
Le terrain, utilisé par la Luftwaffe pendant l'Occupation, fut bombardé par les Alliés en 1943, occasionnant la destruction quasi complète du village de Bernes-sur-Oise. La Luftwaffe abandonne le terrain le 28 août 1944.
Persan-Beaumont devient alors le terrain A60 pour les Alliés. Le 386th Bombardment Group de l'USAAF s'y installe le 6 octobre 1944. Jusqu'à son départ de A60 en avril 1945, le 386th BG effectuera 107 missions au prix de 60 pertes humaines.

### Après guerre
Au début de 1946, l'Armée de l'air stationne l'ELA 1/56 (qui prend le nom de « Vaucluse » en 1947 et est aujourd'hui le Groupe aérien mixte 56 Vaucluse) sur ce qui devient la base aérienne 218. L'escadrille utilisera des appareils très variés : Morane-Saulnier MS.500, Junkers Ju 52, Caudron Goeland, Martin Baltimore, Fairey Barracuda, par exemple.
Des Dakota et des Siebel 204 remplacent les Goéland et Ju-52 dans les années 1950. L'année 1956 voit l'affectation d'un Hurel-Dubois HD-321 et de plusieurs Broussard. Des Nord 2501 Noratlas sont basés à Persan-Beaumont de 1963 jusqu'à la fermeture de la base en 1967 ; l'ELA 56 se rend alors à la Base aérienne 105 Évreux-Fauville.
La Base aérienne 218 Persan-Beaumont est fermée définitivement le 31 octobre 1967.

## Utilisation civile
L'aérodrome, aujourd'hui géré par le groupe ADP, est très actif et très utilisé pour diverses activités comprenant l'aviation de tourisme, l'ULM, l'hélicoptère, le parachute ascensionnel et le modélisme.

## Cinéma
- L'aérodrome a été utilisé lors du tournage du film Paris brûle-t-il ? de René Clément en 1966 lors d'une scène d’atterrissage d'un bombardier[2].
- Il apparaît aussi dans le film Les Copains du dimanche (1967), de Henri Aisner, avec Jean-Paul Belmondo.